# وحدات هيفيسايد-لورنتز
وحدات هيفيسايد-لورنتز (أو وحدات Lorentz – Heaviside ) تشكل نظاماً للوحدات الفيزيائية، وهي نظام يستخدم في الفيزياء والكهرباء والمغناطيسية، وتحمل اسم العالمين الفيزيائيين أوليفر هيفيسايد وهيندريك أنطون لورنتز اللذين كانا من أهم العلماء في الفيزياء النظرية في القرن التاسع عشر والقرن العشرين. وقد أسهم الاثنان بشكل كبير في تطوير فهمنا للكهرومغناطيسية والفيزياء النظرية، ويعتبرا من أهم العلماء في تاريخ الفيزياء.
تستخدم وحدات هيفيسايد-لورنتز في الفيزياء النظرية والنسبية والكهرومغناطيسية، وتعتمد على الوحدات الأساسية للطول والزمن والكتلة والشحنة الكهربائية، وتختلف عن النظام الدولي للوحدات في العديد من الجوانب، مثل وحدة الكهرباء ووحدة الشحنة ووحدة الجهد الكهربائي.
تستخدم وحدات هيفيسايد-لورنتز بشكل شائع في علم الفلك والفيزياء الفلكية، ويتم استخدامها أيضاً في بعض الحسابات النظرية في الفيزياء، مثل نظرية الحقول والموجات الكهرومغناطيسية.
وتعتبر وحدات هيفيسايد-لورنتز أحد الخيارات المتاحة للعلماء في اختيار النظام الذي يفضلون استخدامه في بحوثهم وتحليلاتهم العلمية، وتستخدم بشكل خاص في البحوث التي تتعلق بالكهرومغناطيسية والفيزياء النظرية.